# Sonja Schwetje
Sonja Schwetje ist eine deutsche Betriebswirtin und Journalistin. Sie ist Chefredakteurin des zur RTL Gruppe gehörenden Nachrichtensenders n-tv.

## Leben
Sonja Schwetje ist in Aachen geboren und wuchs in Hamburg auf. Sie studierte Betriebswirtschaft und Journalistik an der Universität Hamburg. Sie begann ihre journalistische Laufbahn als Volontärin bei RTL Nord 1998 und arbeitet seit dem bei der Mediengruppe RTL Deutschland. 
Sie durchlief Stationen als Reporterin, Redakteurin und Chefin vom Dienst bei der Mediengruppe. 2005 wechselte Schwetje als Redaktionsleiterin zu RTL West nach Köln. Dort war sie auch Chefin vom Dienst und moderierte die Sendung „Guten Abend RTL“. 
Im Jahr 2010 wechselte sie zu n-tv und wurde dort 2014 Chefredakteurin. 
Schwetje sitzt im Beirat des von Gruner + Jahr / RTL Deutschland vergebenen Stern-Preises des Magazins "Der Stern".